# 葛木寺
葛木寺または、葛木尼寺（かつらぎじ、かつらぎにじ）は、聖徳太子が存命中に建立したとされている七つの大寺の一つ。

## 候補地
- 近年の研究では、和田廃寺を葛木尼寺に比定する説が有力になっている。
- 従来から、いずれも奈良県内の橿原市にある和田廃寺、香芝市にある尼寺廃寺、御所市にある朝妻廃寺の三箇所を有力候補地としていた。

## 和田廃寺概要
- 奈良国立文化財研究所は、1974年（昭和49年）と翌年の2回に亘り周辺の発掘調査を行った。